# Носов Михайло Павлович
Миха́йло Па́влович Но́сов (8 листопада 1930, Херсон — 7 березня 1995) — вчений у галузі матеріалознавства і технології хімічних волокон, доктор технічних наук з 1967, професор з 1972 року; президент Української технологічної академії. Заслужений діяч науки УРСР з 1981 року.

## Біографія
Народився 8 листопада 1930 року в місті Херсон. 1953 року закінчив Московський текстильний інститут. Член КПРС з 1959 року.
1967 року захистив дисертацію на здобуття наукового ступеня Доктор технічних наук за темою «Исследование ориентационного упрочнения капроновых волокон».
У 1959–1991 роках працював у Київській філії Всесоюзного НДІ штучного волокна.

Могила Михайла Носова

Помер 7 березня 1995 року. Похований у Києві на Міському кладовищі «Берківцях».

## Праці
Основні напрями наукової діяльності: вивчення структурно-механічних зв'язків у хімічних волокнах, створення приладів для визначення пружних властивостей таких волокон. Співавтор праць:
- «Методологічні основи вимірювання та розрахунків загасання енергії ультразвука в нитках». Танкент. УзНИИНТИ (1983);
- «Механічна анізотропія полімерів». Київ. «Наукова думка» (1978);
- Носов М.П., Волхонский А.А. Производство текстурированных нитей. — М. : Химия, 1982. — 205 с.[4].